# 2008年夏季奥林匹克运动会利比亚代表团
2008年夏季奥林匹克运动会利比亞代表团会参加2008年8月8日至24日在中国北京主办的第29届夏季奥运。該國派出7位運動員出戰5個項目。

## 田徑
- Ghada Ali（女子400米）

Adel Zaid（男子馬拉松）

## 自行車
- Ahmed Belgasim（男子公路賽）

## 柔道
- Mohammad Ben Salah（男子100公斤級以上）

## 跆拳道
- Ezzideen Tlish（男子68公斤級）